# Ansgar
Denna artikel handlar om aposteln. För namnet, se Ansgar (namn)

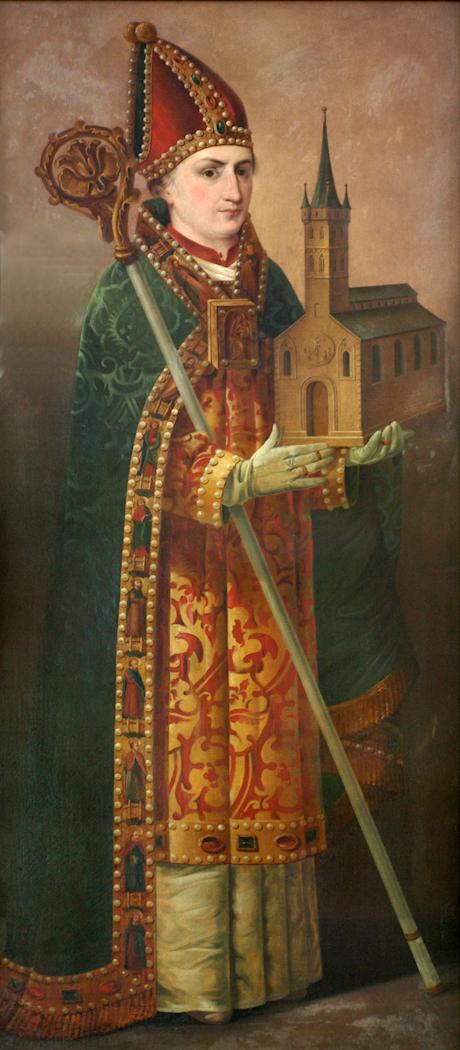
Ansgar, målning av Siegfried Detlev Bendixen. Miniatyrkyrkan i hans hand är Ansgars helgonattribut.

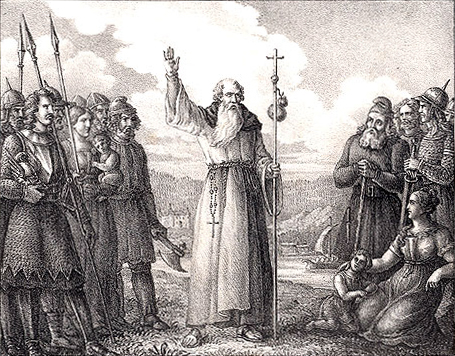
Ansgar på en etsning av Hugo Hamilton (1830)

Ansgar (även latiniserat Ansgarius), född 8 september 801 i Fouilloy nära Amiens i nuvarande Frankrike, död 3 februari 865 i Bremen, var en frankisk benediktinmunk, missionär och ärkebiskop av Hamburg-Bremen. Han är mest känd för sina tidiga försök att sprida kristendom i Sverige och har efter sin död kallats Nordens apostel.
Ansgar verkade under karolingisk tid och hade stöd av kejsar Ludvig den fromme i sina missionsresor till Danmark och Birka i Sverige på 820- och 850-talen. I Birka upprättade han en kristen församling och predikade evangeliet med viss framgång. Han utsågs år 834 till ärkebiskop i det nygrundade ärkesätet Hamburg, vilket senare slogs samman med Bremen till ett gemensamt ärkestift.
Ansgars liv och gärning skildras i den samtida helgonberättelsen Vita Anskarii, skriven av hans lärjunge och efterträdare Rimbert. Han helgonförklarades kort efter sin död och vördas inom romersk-katolska kyrkan, med helgondag den 3 februari. Trots att hans insatser inte fick någon direkt bestående verkan för kristendomens etablering i Sverige, räknas han som en av de viktigaste gestalterna i den tidiga kristna missionen i Norden.

## Biografi

### Barn- och ungdomsåren
Ansgar, som hade frankiska föräldrar, föddes år 801 i Picardie i Frankrike. Hans mor dog då han bara var fem år gammal och kort därefter lämnade hans far honom som oblat, sannolikt till benediktinklostret Corbie vid floden Somme strax söder om Amiens. Där  utbildades han och blev föreståndare för en skolavdelning. Året 822 skickades han till det nygrundade klostret Corvey vid floden Weser i Nordrhein-Westfalen, för att som munk leda den nya klosterskolan och dess undervisning.
Ofta hade han märkliga drömmar. En natt tyckte han sig ligga på sin dödsbädd. Så blev han förd till ett nattsvart fasans ställe, där han våndades förfärligt och inte kunde andas. Det var skärselden, vilken den tidens kristna trodde att alla människor måste genomgå för att renas från sina synder. Efter plågor, som han tyckte ha varat i årtusenden, fördes han till himlen upp till de saligas hemvist. Dessa sjöng himmelska lovsånger och vände sig alla mot öster, varifrån ett ljus utstrålade. Ansgar förstod att i det ljuset bodde Herren Gud, och han hörde Guds röst: "Gå bort, och kom tillbaka till mig, när du vunnit martyrkronan!" Sedan den tiden hade Ansgar en brinnande önskan: att få lida martyrdöden för Jesu lära liksom andra missionärer som dödats av hednafolk.

### Uppdraget som missionär
År 826 döptes den danske kungen Harald Klak. Han bad om missionärer och Ansgar åkte frivilligt till Danmark från Köln med båt över Rhen förbi Dorestad och Friesland. Men Harald Klaks ställning var inte stark i Danmark och Ansgar stannade söder om Elbe, där han inrättade en skola för danska pojkar. 

### Första resan till Birka
När Ludvig den fromme, karolingisk kejsare, omkring år 830 besöktes av två sändebud från sveakungen, som menade att det var flera i deras hemland som ville övergå till kristendomen, utsåg han Ansgar att sprida tron. Ansgar och hans medhjälpare munken Witmar följde med en konvoj av köpmän, men halvvägs blev de överfallna av vikingar. Köpmännen försvarade sig men blev besegrade. De förlorade sina skepp och allt de hade ombord. Endast med knapp nöd lyckades de själva komma i land och fly undan. Vid detta tillfälle förlorade missionärerna således även de kungliga skänker som de skulle föra till Sverige, och allt vad de själva hade utom något litet som de kunde ta med sig och bära bort vid flykten från skeppet. Bland det förlorade var också nära 40 böcker som de hade samlat för gudstjänsten.
Efter detta beslutade sig några för att återvända, men Ansgar kunde inte förmås att avstå från sin påbörjade resa. Han såg i det som hänt honom Guds vilja och beslöt att inte återvända förrän han genom ett tecken från Gud förstått om han kunde vinna tillåtelse att i dessa trakter predika Ordet.
Missionärerna tvingades nu ta sig till Birka till fots. Som svensk kung anges för denna tid Björn i Ansgarsvitan. Ansgar och hans följeslagare blev i Birka "välvilligt mottagna av konung Björn", enligt Rimberts berättelse. "När konungen fått veta, varför främlingarne kommit, överlade han med sina rådgivare. Med dessas samtycke gav han dem tillåtelse att stanna där och predika Kristi evangelium. Var och en som ville fick mottaga undervisning av dem."
Det bildades en liten församling med Birkas hövitsman Herigar som främsta namn. I Birka förkunnade Ansgar kristendomen omkring 829–831. Framgången var dock blygsam, och sveakungens inbjudan får nog betraktas som en vänlig gest till den djupt kristne kejsaren.[källa behövs]

### Biskopsämbetet
Efter att Ansgar hade återvänt från Skandinavien utnämndes han 15 maj 834 till biskop för det nygrundade ärkestiftet Hamburg. På grund av inbördeskrig försvagades dock Frankerriket. Efter Ludvigs död 840 härjade den danska kungen Hårik i Hamburg 845, och denna utpost övergavs som biskopssäte. Stiftet slogs 864 ihop med Bremen, som hade blivit Ansgars nya biskopssäte. Men påvestolen bestämde att ärkesätet skulle förbli i Hamburg.
Till Sverige sände Ansgar en annan lärare, biskop Gautbert, men han blev plundrad och fördriven ur landet.

### Andra resan till Birka
Cirka år 851–853 återvände Ansgar till Birka, där nu kung Olof regerade. Rimbert berättar:
| ” | Emellertid började vår herre och fader Ansgar känna stort medlidande med det svenska folket, emedan det saknade präster. Han sade, att ännu en gång måste han försöka, om icke möjligen detta folk genom gudomlig tillskyndelse kunde förmås att tåla präster hos sig. Således började vår fromme fader göra sig i ordning att resa dit, och hans sinne upptändes av glödande iver att så fort som möjligt fullända sitt verk. Ansgar kom fram till Birka, sedan han seglat ungefär 20 dagar. Här fann han konungen och folket fångna i en förskräcklig villfarelse. | „ |

Eftersom den kristna församlingen i Birka hade upplösts i samband med konflikten med den hedniska befolkningen var Ansgar tvungen att återupprätta den. När detta var ordnat återvände Ansgar hem. Han kom aldrig mer tillbaka till Sverige. Men till sin död verkade han för kristendomens utbredning i Norden.
Två kyrkklockor sändes till Birka av abboten i tyska Fulda, (död 856), men man vet inte om de kom till användning.

### Död och eftermäle
Ansgars dagliga liv var i högsta grad enkelt. Han vägde det bröd och mätte det vatten som han för varje dag skulle förtära, eftersom han så lite som möjligt ville tynga ned sig med mat och dryck. Hans käraste sysselsättning var att sjunga psalmer.
När Ansgar var drygt 60 år blev han angripen av en plågsam sjukdom, som försvagade honom så pass att man förstod att döden nalkades. Då ska han ha försjunkit i djup bedrövelse. Inte för sjukdomens skull, utan därför att han alltsedan ungdomen hade hoppats att han skulle sluta som martyr. Gud själv hade ju lovat honom det i en vision  i hans ungdom, enligt Vita Anskarii. Men en dag då han bevistade mässan ska han ha hört en röst som förebrådde honom att han kunde tvivla på Guds löfte. Rösten sade: "Icke kan en människas synd vara starkare än Guds kärlek. Var stark i din tro och tvivla icke, ty Gud skall förlåta dina synder och uppfylla allt, vad han lovat." Av detta fick han tröst och gick sedan med glädje döden till mötes. Han ska ha avsomnat i frid med en maning till makthavarna att arbeta för kristendomen i Norden.
Sankt Ansgar var den förste kände missionären i Sverige, och flera gravar med kristna kors har hittats i Birka. Ändå anses hans arbete inte ha fått någon bestående betydelse för Sveriges kristnande. Ärkebiskop Unni av Hamburg fann inga spår av Ansgars församling vid sitt besök i Birka år 935.
Ansgarsmonumentet, ett stenkors till Ansgars minne, restes året 1834 på Björkö, Ekerö kommun, där Birka låg. Formgivningen som keltiskt kors är dock missvisande, eftersom det associerar till de senare missionärerna från de brittiska öarna.
Nedslagskratern Ansgarius på månen är uppkallad efter honom.

## Källor

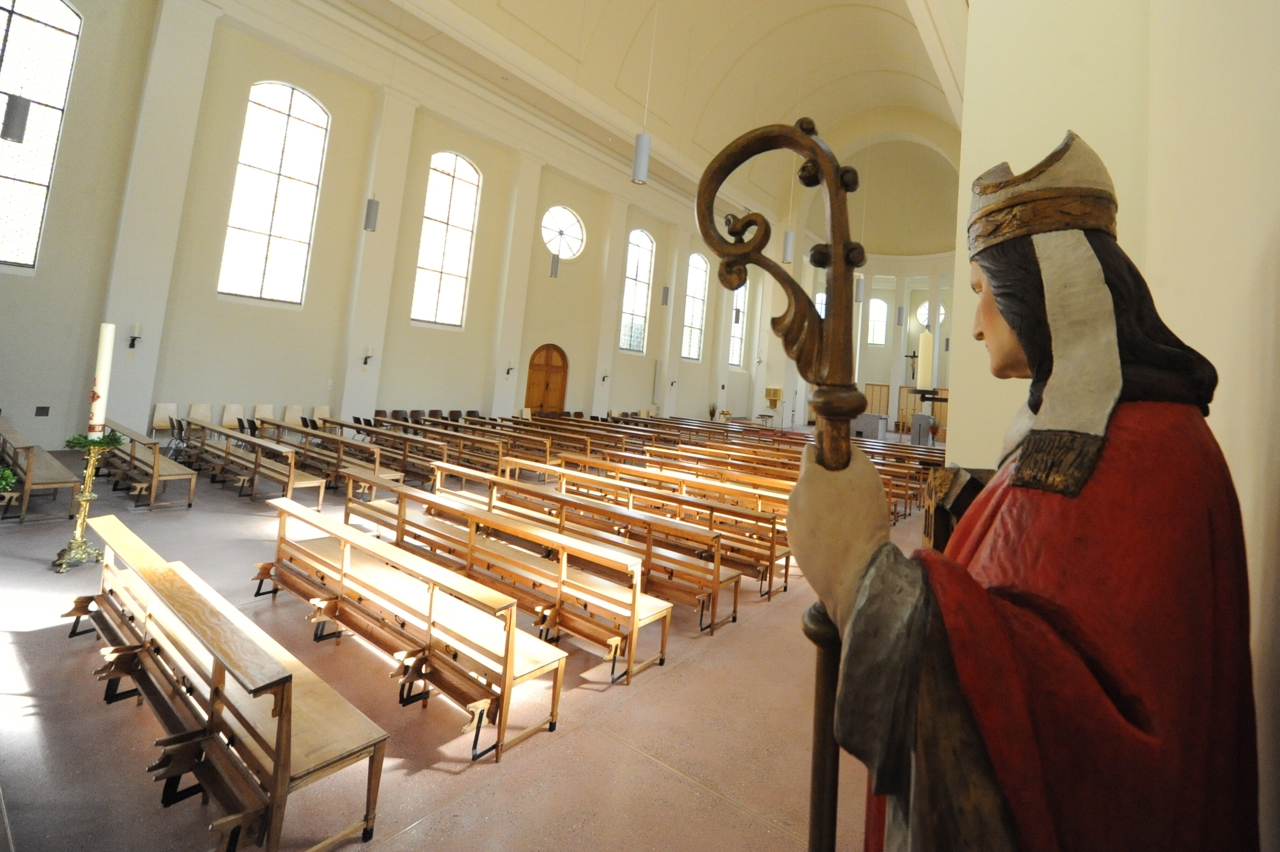
S:t Ansgar vakar över sin katolska kyrka Kleiner Michel i Hamburg.